# Декальцифікація
Декальцифікація (рос.декальцификация, англ. decalcification, нім. Entkalkung f) – процес вилуговування підземними водами вуглекислого вапна з гірських порід, ґрунту і т.п. 
Приклад прояву декальцифікації – утворення карсту. 
Процес декальцифікації суттєво впливає на мінералізацію підземних вод. 